# 古南街道 (吉安市)
古南街道，是中华人民共和国江西省吉安市吉州区下辖的一个乡镇级行政单位。

## 行政区划
古南街道下辖以下地区：
桃树下社区、古南镇社区、火头门社区、太平桥社区、保太巷社区、红声社区、城南社区和钵盂山社区。